# Октябрі
Октябрі́ (рос. Октябри) — присілок у складі Афанасьєвського району Кіровської області, Росія. Входить до складу Пашинського сільського поселення.
Населення становить 15 осіб (2010, 14 у 2002).
Національний склад станом на 2002 рік — росіяни 100 %.